# June Afternoon
June Afternoon è una canzone scritta da Per Gessle e pubblicata nel 1996 da Roxette, come secondo singolo estratto dall'album, greatest hits, Don't Bore Us, Get to the Chorus!, del 1995. È stato pubblicato solo in Europa e Australia.
Il singolo era previsto come primo estratto dall'album da solista, che Per Gessle avrebbe voluto pubblicare, con il titolo The World According to Gessle e che ha scambiato con "T-T-T-Take It". Tuttavia l'uscita dell'album fu posticipata, ed il singolo venne inciso da Roxette.
Seduce Me, seconda traccia inclusa nel cd singolo, è stata pubblicata anche in The RoxBox/Roxette 86-06.
La versione demo di June Afternoon è stata pubblicata anche nella ristampa dell'album The World According to Gessle.

## Tracce
1. June Afternoon (Per Gessle)- 4:15
2. Seduce Me [Demo August 22, 1990] (Parole di Per Gessle; Musica di Marie Fredriksson e Per Gessle) - 3:55
3. June Afternoon [Demo July 17, 1994] (Per Gessle) - 4:14

## Classifiche
| Classifica (1996) | Posizione più alta |
| ----------------- | ------------------ |
| Svizzera          | 35                 |
| Belgio            | 33                 |
| Svezia            | 24                 |
| Regno Unito       | 52                 |